# بردلی کوپر
بردلی چارلز کوپر (انگلیسی: Bradley Charles Cooper؛ زادهٔ ۵ ژانویه ۱۹۷۵) بازیگر و فیلم‌ساز آمریکایی است. او برندهٔ یک جایزهٔ فیلم بفتا و دو جایزهٔ گرمی شده و همچنین نامزد دریافت جوایز مختلفی از جمله ۱۲ جایزهٔ اسکار، شش جایزهٔ گلدن گلوب و یک جایزهٔ تونی بوده‌است. نام کوپر سه بار در فهرست ۱۰۰ ستاره فوربز و یک بار در سال ۲۰۱۵ در فهرست مجلهٔ تایم از ۱۰۰ شخص تأثیرگذار جهان آمده‌است. فیلم‌هایش بیش ۱۱ میلیارد دلار در سراسر جهان فروش داشته و نامش هم چهار بار در میان رتبه‌بندی سالانه بازیگران با بیشترین دستمزد در جهان قرار گرفته‌است.
کوپر حرفه‌اش را در سال ۱۹۹۹ با ایفای نقش مهمان در مجموعهٔ تلویزیونی سکس و سیتی آغاز کرد و در ۲۰۰۰ در برنامه ام‌اف‌ای اکتورز استودیو ثبت‌نام کرد. او فعالیت در سینما را با فیلم کمدی تابستان داغ و مرطوب آمریکایی (۲۰۰۱) آغاز کرد. او برای بازی در نقش ویل تیپین در نمایش تلویزیونی جاسوسی-اکشن آلیاس (۲۰۰۱–۲۰۰۶) شناخته شد و با بازی در نقش مکمل فیلم کمدی مهمانان ناخوانده عروسی (۲۰۰۵) به موفقیت دست یافت. نقش برجستهٔ او در سال ۲۰۰۹ با فیلم کمدی خماری بود که از لحاظ تجاری و نظر منتقدان موفق بود و باعث ساخت دو دنباله در سال‌های ۲۰۱۱ و ۲۰۱۳ شد. کوپر برای بازی در نقش نویسنده‌ای مبارز در فیلم دلهره‌آور نامحدود (۲۰۱۱) و افسر پلیس تازه‌کار در درام جنایی مکانی آن سوی کاج‌ها (۲۰۱۲) مورد تحسین منتقدان قرار گرفت.
کوپر با کمدی رمانتیک دفترچه امیدبخش (۲۰۱۲)، کمدی سیاه حقه‌بازی آمریکایی (۲۰۱۳) و زندگی‌نامه‌ای جنگی تک‌تیرانداز آمریکایی (۲۰۱۴) که نیز تهیه‌کننده‌اش بود، موفقیت بیشتری را کسب کرد. او برای بازی در این فیلم‌ها چهار بار نامزد دریافت جایزهٔ اسکار شد و دهمین بازیگری شد که در سه سال متوالی نامزد اسکار می‌شود. در سال ۲۰۱۴، او نقش جوزف مریک را در احیای نمایش مرد فیلم‌نما واقع در برادوی به تصویر کشید و نامزد دریافت جایزهٔ تونی شد. سپس در همان سال صداپیشگی راکت راکون در دنیای سینمایی مارول را بر عهده گرفت. در سال ۲۰۱۸، کوپر بازسازی فیلم موزیکال عاشقانهٔ ستاره‌ای متولد شده‌است را تهیه‌کنندگی، نویسندگی و کارگردانی و در آن ایفای نقش کرد. او برای این فیلم نامزد دریافت سه جایزهٔ اسکار شد و یک جایزهٔ بفتا و دو جایزهٔ گرمی بابت مشارکت در موسیقی متن و تک‌آهنگ آغازین آن «کم‌عمق» کسب کرد. او برای تهیه‌کنندگی جوکر (۲۰۱۹) و کوچهٔ کابوس (۲۰۲۱) نامزد دریافت جایزهٔ اسکار شد. از آن زمان کوپر فیلم زندگی‌نامه‌ای مایسترو (۲۰۲۳) را کارگردانی و در آن نقش اصلی لئونارد برنستاین را بازی کرد.
کوپر از سوی رسانه‌ها به‌عنوان یکی از نمادهای جذابیت شناخته شده و مجلهٔ پیپل در سال ۲۰۱۱ او را «جذاب‌ترین مرد زنده» نامید. او از سال ۲۰۰۶ تا ۲۰۰۷ با بازیگر جنیفر اسپوزیتو ازدواج کرده بود و از رابطه‌اش با مدل روسی ایرینا شایک صاحب یک دختر شده‌است.

## کودکی
بردلی کوپر در فیلادلفیا متولد شد ولی پس از آن در جنکینتاون بزرگ شد. مادرش، گلوریا، یک ایتالیایی‌تبار و پدرش، چارلز، ایرلندی بود. پدر بردلی در عرصه سهام شرکت‌ها مشغول به کار بوده‌است. او یک خواهر به نام «هالی کوپر» دارد.
بردلی یک مسیحی کاتولیک است.
ابتدا او در دانشگاه ویلانوا پذیرفته می‌شود ولی مدتی بعد به دانشگاه جورج‌تاون منتقل می‌شود و در همین دانشگاه مدرک لیسانس زبان انگلیسی خود را در سال ۱۹۹۷ دریافت می‌کند. در دانشگاه جورج‌تاون بردلی به زبان فرانسه مسلط می‌شود و بعد از آن به عنوان دانشجو، ۶ ماه در فرانسه و در اکس آن پروانس اقامت می‌کند. کمی بعد در سال ۲۰۰۰ نیز وی موفق به اخذ مدرک فوق لیسانس از اکتورز استودیو در نیویورک می‌شود.

## بازیگری
کوپر نقش‌آفرینی حرفه‌ای خود را با بازی در یک سریال در سال ۱۹۹۹ آغاز کرد. سپس در فیلم تابستان داغ و نمناک آمریکایی ظاهر شد که شاید یکی از اولین تجربه‌های کاری او در عرصه سینما بوده و مجدداً در یک سریال تلویزیونی دیگر به نام آلیاس ظاهر شد. از دیگر مجموعه‌هایی که کوپر در آن‌ها به ایفای نقش پرداخت می‌توان به جک و بابی اشاره نمود. البته وی پیش‌تر در فیلم می‌خواهم با رایان بنکس ازدواج کنم که یک فیلم تلویزیونی بود نیز به ایفای نقش پرداخته بود.
از نمایش‌هایی که کوپر در این دوره به اجرای آن‌ها پرداخت، نمایشی به نام سه روز بارانی اشاره کرد که در مارس ۲۰۰۶ و در تئاتری در برادوی به نمایش گذاشته شد. وی در این نمایش با دیگر بازیگرانی چون جولیا رابرتز و پاول راد هم‌بازی بود.

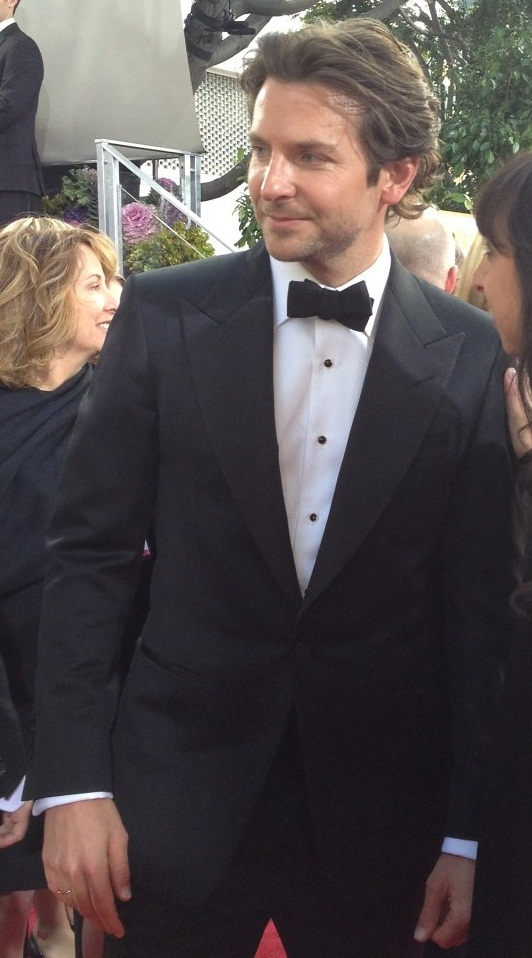
بردلی کوپر در مراسم جایزه گولدن گلوب ۲۰۱۳

از دیگر آثای وی می‌توان به بازی در فیلم مرد پاسخ‌های مثبت به همراه جیم کری و راکر اشاره نمود. کوپر همچنین قسمتی از برنامه تلویزیونی ساتردی نایت لایو را اجرا کرد. در سال ۲۰۰۹ وی را در فیلم‌های دیگری جون با تو حال نمی‌کند، پرونده ۳۹ و همه‌چیز در مورد استیودیدیم. سپس کوپر به نقش‌آفرینی در فیلم مشهور خماری پرداخت. این فیلم از نظر فروش توانست موفقیت بالایی کسب کند و فروشی حدود ۴۶۷ میلیون دلاری در در جهان تجربه کرد در حالی که بودجه ساخت آن تنها ۳۵ میلیون دلار بود. البته این فیلم مورد توجه منتقدین و کارشناسان قرار نگرفت و از این حیص مورد انتقاد فراوان بود. اگرچه که فیلم از نظر منتقذین در سطح بالایی نبود، اما بخاطر بازی در این فیلم کوپر موفق به کسب جایزه کمدی هالیوود از جشنواره فیلم هالیوود شد.
در سال ۲۰۱۰ کوپر در فیلم روز والنتین بازی کرد که در ژانر رمانتیک بود. این فیلم به کارگردانی گری مارشال، شامل ستارگانی چون اشتون کوچر، جسیکا آلبا، جسیکا بیل و آن هاتاوی بود. از نظر فروش فیلم در سطح خوبی قرار گرفت و موفق شد فروش ۲۱۵ میلیون دلاری در در جهان تجربه کند. بعد از این نیز در فیلم تیم-آ نقش‌آفرینی کرد. در ۷ ژوئن ۲۰۱۰ کوپر به همراه دو همبازی خود در فیلم تیم-آ در دابلیو دابلیو ایی راو به عنوان مجری میهمان ظاهر شد.
در سال بعد کوپر در فیلم نامحدود به نقش‌آفرینی پرداخت و سپس در قسمت دوم فیلم خماری، خماری: قسمت دوم ظاهر شد. این‌بار نیز این فیلم موفق به فروش بالایی در سطح جهانی شد و فروشش به مبلغ ۵۸۰ میلیون دلار رسید. در ۱۶ نوامبر همین سال نیز مجله پیپل بردلی کوپر را یکی جذاب‌ترین مردان جهان معرفی نمود.
در سال بعد یعنی ۲۰۱۲، بردلی در فیلم کلمات و دفترچه امیدبخش ظاهر شد. این فیلم به کارگردانی دیوید او. راسل بود و بازیگران دیگری چون رابرت د نیرو و جنیفر لاورنس در آن حضور دارند و باعث شد بردلی نامزد دریافت جایزه اسکار بهترین بازیگر مرد شود. فیلم دیگر وی نیز فیلمی تحت عنوان مکانی آن سوی کاج‌ها است که در آن نقش یک مأمور پلیس را دارد و با رایان گاسلینگ هم‌بازی است.
در سال ۲۰۱۳ بردلی کوپر در قسمت سوم فیلم خماری، خماری: قسمت سوم ظاهر شد. این قسمت در واقع آخرین قسمت از سه‌گانه‌های خماری بود. قسمت سوم این فیلم به شدت مورد انتقاد منتقدین قرار گرفت ولی مجدداً از نظر فروش جهانی توانست موفق ظاهر شود. فیلم بعدی وی حاصل همکاری مجدد کوپر با دیوید او. راسل بود که اخاذی آمریکایی نام دارد. در این فیلم وی با کریستین بیل، امی آدامز، جرمی رنر و جنیفر لارنس هم‌بازی بود. کوپر در این فیلم نقش یک مأمور اف‌بی‌آی را بازی می‌کند و بخاطر نقش‌افرینی‌اش نیز نامزد دریافت جایزه اسکار بهترین بازیگر نقش مکمل مرد شد.
در ۲ می ۲۰۱۳ رسماً اعلام شد که بردلی کوپر قرار است در فیلمی به نام تک‌تیرانداز آمریکایی بازی کند. در ابتدا قرار بود استیون اسپیلبرگ کارگردان فیلم باشد که چندی بعد کلینت ایستوود را جایگزین وی کردند. این فیلم روایتگر زندگی تک‌تیرانداز آمریکایی، کریس کایل است.
هر دو اکران سال ۲۰۲۱ کوپر—کمدی لیکریش پیتزا با موضوع دورهٔ بلوغ و تریلر روان‌شناختی کوچهٔ کابوس—مورد تحسین منتقدان قرار گرفتند، اما در گیشه عملکرد ضعیفی داشتند. در نقش هشت دقیقه‌ای تهیه‌کنندهٔ سینما جان پیترز در لیکریش پیتزای پل توماس اندرسن، جنل رایلی از ورایتی کوپر را «بازیگر[ی] خودنما» دانست. رایلی نوشت که او «به نوعی می‌تواند هم پوچ و هم تهدیدآمیز باشد. این صحنهٔ نادری است که برای تماشا تقریباً بیش از حد مشتاقانه است، با این حال شما نیز نمی‌خواهید تمام شود.» کوچهٔ کابوس—اقتباسی از رمان به همین نام اثر ویلیام لیندسی گرشام—کوپر را در نقش کارگر کارناوال جاه‌طلب به تصویر می‌کشد. او برای این نقش در کلاس‌های بوکس شرکت و نخستین صحنهٔ تمام برهنه‌اش را جلوی دوربین ایفا کرد که از نظر او چالش‌برانگیز بود. ساخت فیلم به‌دلیل دنیاگیری کووید-۱۹ مدت زمان زیادی طول کشید. در حین بازبینی فیلم‌هایش در ۲۰۲۱، منتقد، چارلز برامسکو، عقیده داشت که کوپر «آسیب‌پذیرترین و دلخراش‌ترین نقش‌آفرینی خود تا به امروز» را در کوچهٔ کابوس ارائه کرد. تهیه‌کنندگی این فیلم برای او چهارمین نامزدی اسکار در رشتهٔ بهترین فیلم را به همراه داشت.
کوپر نقش راکت را در مجموعهٔ سال ۲۰۲۲ من گروت هستم و نگهبانان کهکشان ویژه تعطیلات و همین‌طور در فیلم ۲۰۲۳ نگهبانان کهکشان بخش ۳ صداپیشگی کرد. نگهبانان کهکشان بر گذشتهٔ دلخراش راکت متمرکز بود. جکسون ویور از سی‌بی‌سی نیوز کوپر را یکی از معدود بازیگرانی نامید که استعداد صداپیشگی را دارند. کوپر سپس تهیه‌کننده، کارگردان و نویسندهٔ مشترک مایسترو (۲۰۲۳) بود. این فیلم، درامی زندگی‌نامه‌ای دربارهٔ رابطهٔ میان آهنگساز لئونارد برنستاین و همسرش فلیشا مانتیلگره بود که در آن او برنستاین را در مقابل مونته‌آلگره با بازی کری مولیگان به تصویر کشید. فیلم‌ساز استیون اسپیلبرگ پس از نمایشی از ستاره‌ای متولد شده‌است، کوپر را به کار گرفت تا این پروژه را کارگردانی کند. دماغ مصنوعی کوپر برای ایفای نقش برنستاین جنجال برانگیخت؛ به‌طوری که برخی آن را مصداق نمایش تصویر کلیشه‌ای یا غیر اصیل از یهودیان دانستند. هم فرزندان برنستاین و هم اتحادیه ضد افترا از کوپر دفاع کردند. نیکلاس باربر در بی‌بی‌سی کالچر نوشت: «مایسترو آنچه که از سوی نخستین تجربهٔ کارگردانی کوپر، ستاره‌ای متولد شده‌است، مطرح شده بود را تصدیق می‌کند. او بلندپروازی‌های بسیاری دارد و اینکه از چیره‌دستی تخصصی و خلوص مهربانی برخوردار است تا آن بلندپروازی‌ها را با استعداد برآورده کند». کوپر برای کارگردانی و بازیگری در این فیلم، نامزد دو جایزهٔ گلدن گلوب دیگر شد.

## زندگی شخصی

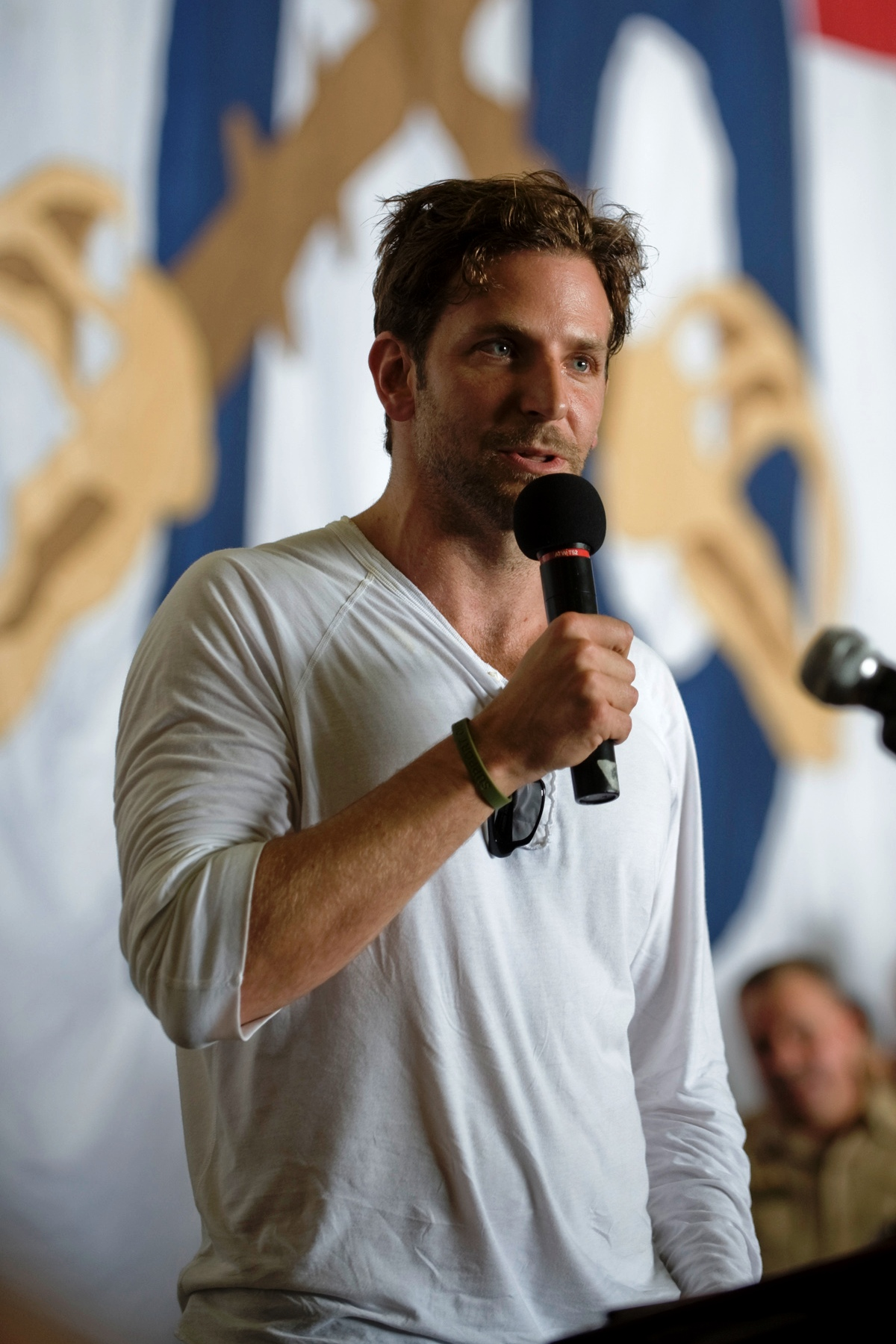
بردلی کوپر در سال ۲۰۰۹

سال‌های اولیه کوپر در صنعت سینما و تلویزیون با مشکلاتی همراه بود. هنگامی که نقش او در فصل دوم آلیاس کوتاه‌تر شد، او تصمیم گرفت که حرفهٔ نمایش را ترک کند. اعتیاد او به مواد و شک و تردید در مورد حرفه‌اش باعث ایجاد افکار در مورد خودکشی شد. کوپر از سال ۲۰۰۴ از مصرف الکل پرهیز کرد و گفته که این امر باعث نابود شدن زندگی او می‌شد.
کوپر در اکتبر ۲۰۰۶ با جنیفر اسپوزیتو نامزد کرد و در دسامبر همان سال ازدواج کردند. اسپوزیتو در مهٔ ۲۰۰۷ درخواست طلاق کرد و درخواستش در نوامبر نهایی شد. او پیش از ازدواج با اسپوزیتو، در هنگام فیلم‌برداری پرونده ۳۹ در ۲۰۰۶ با رنی زلوگر قرار می‌گذاشت. رسانه‌ها دربارهٔ ماهیت رابطه آن‌ها در سال ۲۰۰۹، زمانی که فیلم اکران شد، گمانه‌زنی کردند. گفته می‌شود که آنها در سال ۲۰۱۱ از هم جدا شدند. او از دسامبر ۲۰۱۱ تا ژانویه ۲۰۱۳ با زوئی سالدانیا قرار می‌گذاشت. کوپر سپس در مارس ۲۰۱۳ شروع به قرارگذاشتن با سوکی واترهاوس کرد؛ رابطه آن دو، سال بعد به پایان رسید.
کوپر از آوریل ۲۰۱۵ تا ژوئن ۲۰۱۹ با مدل روسی ایرینا شایک رابطه داشت و دخترشان در مارس ۲۰۱۷ به دنیا آمد.

## فیلم‌شناسی
| عنوان                        | سال  | نقش(ها)                     | توضیحات                                                 | منبع   |
| ---------------------------- | ---- | --------------------------- | ------------------------------------------------------- | ------ |
| تابستان داغ و مرطوب آمریکایی | ۲۰۰۱ | بن                          |                                                         | [ ۳۲ ] |
| تغییر خطوط                   | ۲۰۰۲ | Gordon Pinella              | صحنه‌هایی از فیلم حذف شده                                | [ ۳۳ ] |
| چشم کوچک من                  | ۲۰۰۲ | Travis Patterson            |                                                         | [ ۳۴ ] |
| پیچوندن همه قوانین           | ۲۰۰۲ | جف                          |                                                         | [ ۳۵ ] |
| مهمانان ناخوانده عروسی       | ۲۰۰۵ | Zachary "Sack" Lodge        |                                                         | [ ۳۶ ] |
| شکست در اجرا                 | ۲۰۰۶ | دمو                         |                                                         | [ ۳۷ ] |
| بازگشت‌ها                     | ۲۰۰۷ | کابوی                       |                                                         | [ ۳۸ ] |
| قدیمی‌تر از آمریکا            | ۲۰۰۸ | لوک                         |                                                         | [ ۳۹ ] |
| راکر                         | ۲۰۰۸ | ترش                         |                                                         | [ ۴۰ ] |
| قطار گوشت نیمه‌شب             | ۲۰۰۸ | Leon Kaufman                |                                                         | [ ۴۱ ] |
| مرد بله‌گو                    | ۲۰۰۸ | پیتر                        |                                                         | [ ۴۲ ] |
| با تو حال نمی‌کند             | ۲۰۰۹ | بن                          |                                                         | [ ۴۳ ] |
| خماری                        | ۲۰۰۹ | فیل                         |                                                         | [ ۴۴ ] |
| پرونده ۳۹                    | ۲۰۰۹ | Douglas Ames                |                                                         | [ ۴۵ ] |
| همه چیز درباره استیو         | ۲۰۰۹ | استیو                       |                                                         | [ ۴۶ ] |
| نیویورک، دوستت دارم          | ۲۰۰۹ | Gus                         | حضور در قسمتی که کارگردانی آن بر عهدهٔ آلن هیوز بوده‌است. | [ ۴۷ ] |
| روز والنتاین                 | ۲۰۱۰ | هولدن                       |                                                         | [ ۴۸ ] |
| عدالت برادر                  | ۲۰۱۰ | Himself / Dwight Sage       |                                                         | [ ۴۹ ] |
| تیم آ                        | ۲۰۱۰ | Templeton Peck              |                                                         | [ ۵۰ ] |
| نامحدود                      | ۲۰۱۱ | Eddie Morra                 | همچنین به عنوان تهیه‌کننده اجرایی                        | [ ۵۱ ] |
| خماری: قسمت دوم              | ۲۰۱۱ | فیل                         |                                                         | [ ۵۲ ] |
| کایلیان                      | ۲۰۱۱ | Father Human                | فیلم کوتاه                                              | [ ۵۳ ] |
| کلمات                        | ۲۰۱۲ | Rory Jansen                 | همچنین به عنوان تهیه‌کننده اجرایی                        | [ ۵۴ ] |
| بزن و در رو                  | ۲۰۱۲ | Alex Dimitri                |                                                         | [ ۵۵ ] |
| مکانی آن سوی کاج‌ها           | ۲۰۱۲ | Avery Cross                 |                                                         | [ ۵۶ ] |
| دفترچه امیدبخش               | ۲۰۱۲ | Patrick "Pat" Solitano, Jr. | همچنین به عنوان تهیه‌کننده اجرایی                        | [ ۵۷ ] |
| خماری: قسمت سوم              | ۲۰۱۳ | فیل                         |                                                         | [ ۵۸ ] |
| حقه‌بازی آمریکایی             | ۲۰۱۳ | Richie DiMaso               | همچنین به عنوان تهیه‌کننده اجرایی                        | [ ۵۹ ] |
| نگهبانان کهکشان              | ۲۰۱۴ | راکت                        | به عنوان صداپیشه                                        | [ ۶۰ ] |
| سرنا                         | ۲۰۱۴ | George Pemberton            |                                                         | [ ۶۱ ] |
| تک‌تیرانداز آمریکایی          | ۲۰۱۴ | کریس کایل                   | همچنین به عنوان تهیه‌کننده                               | [ ۶۲ ] |
| آلوها                        | ۲۰۱۵ | Brian Gilcrest              |                                                         | [ ۶۳ ] |
| سوخته                        | ۲۰۱۵ | Adam Jones                  |                                                         | [ ۶۴ ] |
| جوی                          | ۲۰۱۵ | Neil Walker                 |                                                         | [ ۶۵ ] |
| شماره ۱۰ خیابان کلاورفیلد    | ۲۰۱۶ | بن                          | به عنوان صداپیشه                                        | [ ۶۶ ] |
| سگ‌های جنگی                   | ۲۰۱۶ | Henry Girard                | همچنین به عنوان تهیه‌کننده                               | [ ۶۷ ] |
| نگهبانان کهکشان بخش ۲        | ۲۰۱۷ | راکت                        | به عنوان صداپیشه و ضبط حرکت                             | [ ۶۸ ] |
| انتقام‌جویان: جنگ ابدیت       | ۲۰۱۸ | راکت مول ۲۰۱۸               | به عنوان صداپیشه                                        | [ ۶۹ ] |
| ستاره ای متولد شده‌است        | ۲۰۱۸ | Jackson Maine               | همچنین به عنوان کارگردان، نویسنده و تهیه‌کننده           | [ ۷۰ ] |
| مول                          | ۲۰۱۸ | کلین بیتس                   |                                                         | [ ۷۱ ] |
| انتقام جویان: پایان بازی     | ۲۰۱۹ | راکت                        | به عنوان صداپیشه                                        | [ ۶۹ ] |
| جوکر                         | ۲۰۱۹ |                             | تهیه‌کننده                                               |        |
| لیکریش پیتزا                 | ۲۰۲۱ |                             |                                                         |        |
| کوچه کابوس                   | ۲۰۲۱ |                             |                                                         | [ ۷۲ ] |
| ثور: عشق و تندر              | ۲۰۲۲ | راکت                        | صداپیشه                                                 |        |
| نگهبانان کهکشان بخش ۳        | ۲۰۲۲ | راکت                        | صداپیشه                                                 |        |
| مایسترو                      | ۲۰۲۳ | لئونارد برنستاین            | همچنین نویسنده و کارگردان                               |        |